# 晏殊
晏殊（991年—1055年2月27日），字同叔，江西撫州臨川縣文港鄉（今南昌市進賢縣文港鎮）人，北宋前期政治家、婉約派詞人，與歐陽修並稱「晏歐」。晏殊是詞人晏幾道父親，世稱晏殊為大晏，晏幾道為小晏。

## 生平
晏殊自幼聰穎，七歲能文，十四歲時（景德初年）因宰相張知白推薦，以神童召試。复试时进行了诗、赋、论的考核，晏殊称“臣嘗私習此賦，請試他題。”宋真宗认为他很诚实，赞赏有嘉。被朝廷賜同進士出身，之後到秘書省做正字。
及後累遷太常寺奉礼郎、光禄寺丞等，並成為當時太子趙禎(即後宋仁宗)的太子舍人。
宋仁宗繼位後，進右谏议大夫兼侍读学士，後官升礼部侍郎知审官院，遷枢密副使。任枢密副使間，曾因發怒以朝笏撞折自己侍從的门牙而被弹劾。
天聖五年（1027年），在以刑部侍郎贬知应天府之時致力興辦書院，即後來四大書院之一的應天府書院，並邀得范仲淹講學。
明道元年（1032年），晏殊進参知政事，但翌年便因進諫反對劉太后服天子衮冕谒拜太庙之事被贬知亳州、陈州。五年後被召還任刑部尚书兼御史中丞，並協助北宋平定西夏的进犯。
慶曆二年（1042年），晏殊官拜同中書門下平章事兼樞密使，位同宰相，掌軍政大權。兩年後，卻因編修李宸妃墓誌之事，遭御史孫甫、蔡襄弹劾，仁宗將其贬為工部尚书出知潁州，後又改知陈州、许州、永兴军。
至和元年（1054年）六月，晏殊因病回京診治。翌年正月二十八日病逝，年六十五，赠司空兼侍中，封臨淄公，諡號元獻，世稱晏元獻。仁宗更親自在晏殊的碑文篆写了“旧学之碑”四个字。 
晏殊性刚简，自奉清俭，好燕饮。能荐拔人才，號稱賢相，王安石、范仲淹、欧阳修均出其门下，他亦培養了不少日後官拜宰相的人才，如韩琦自仁宗始任歷三朝宰相、晏殊女婿富弼後亦官拜宰相。

## 家族
- 高祖父晏墉（835年－891年）
- 曾祖父晏延昌（860年－926年）
- 祖父晏郜（890年－971年）
- 父親晏固（945年－1017年）
- 兒子晏幾道（1038年－1110年）
- 大女婿富弼（1004年－1083年）
- 二女婿楊察（1011年－1056年）

## 著作
他生平著作相當豐富，計有文集一百四十卷，多佚散，現存《珠玉詞》一卷傳於世。刪次梁陳以下名臣述作為《集選》一百卷，一說刪並《世說新語》。
晏殊的詞在北宋時期被認為有承先啟後的重要地位。其词工于造语，多是会友宴游之作，多以男欢女悦、别绪离情为内容，风格闲雅清婉，词风和婉明丽，风流蕴藉。其詞集《珠玉詞》共有120多首詞。
晏殊的作品中有不少脍炙人口的名句，如「无可奈何花落去，似曾相识燕归来」（《浣溪沙》）、「昨夜西風凋碧樹，獨上高樓，望盡天涯路。」（《蝶戀花》）、「红笺小字，说尽平生意，鸿雁在云鱼在水，惆怅此情难寄」（《清平樂》）、「劝君莫作独醒人，烂醉花间应有数」（《木蘭花》）、「凭高目断，鸿雁来时，无限思量」（《訴衷情》）等等，不可勝數。